# Bakerita
La bakerita es un mineral de la clase 9 nesosilicatos. Fue descubierto en 1903 en las Black Mountains, en el distrito de Furnace Creek, en el Parque nacional del Valle de la Muerte, condado de Inyo, California, USA. Fue nombrado por Richard C. Baker, un director de la Pacific Coast Borax Company.

## Características químicas
La estructura química de la bakerita está estrechamente relacionada con la de la datolita. Ambos minerales contienen hojas de anillos de 4 y 8 miembros de tetraedros de (HBO4) y de (SiO4), por lo que se clasifican como filo-boro-silicatos. En la datolita, (HBO4) y (SiO4) están alternados, mientras que en la bakerita un cuarto de los tetraedros (SiO4) está reemplazado por (HBO4).

## Formación y yacimientos
Es un mineral raro, se ha encontrado como vetas irregulares en rocas volcánicas alteradas, como las del cañón Baker o el valle de la muerte, en California (EE. UU.).